# Le Sauze-du-Lac
Le Sauze-du-Lac è un comune francese di 145 abitanti situato nel dipartimento delle Alte Alpi della regione della Provenza-Alpi-Costa Azzurra.

## Società

### Evoluzione demografica
Abitanti censiti